# Charles Loyseau
Pour les articles homonymes, voir Loyseau.
Charles Loyseau, né en 1566 à Nogent-le-Roi (près de Chartres) et décédé en 1627 à Paris, est un jurisconsulte français.

## Biographie
Il fut tout d'abord avocat au parlement de Paris, imitant son père Renaud Loyseau, qui avait fort bonne réputation en tant que jurisconsulte et que Diane de Poitiers et son gendre Claude II d'Aumale avaient honoré de leur confiance. Six ans plus tard[Quand ?], il est nommé lieutenant particulier du présidial de Sens, dont il prépara la soumission à Henri IV. Peu de temps après, il est bailli de Châteaudun, et se maintient à cette place pendant dix ans avec compétence. Par la suite, il reprit sa profession d'avocat jusqu'en 1627 où il meurt le 27 octobre à Paris à l'âge de 61 ans.

## Œuvres

### Ses écrits
L’œuvre de Charles Loyseau se situe dans la filiation de l'école de Charles Dumoulin et, notamment, des réflexions de celui-ci sur l'ordre féodal, sur ses coutumes et sur la nécessité d'établir une législation cohérente de l’État monarchique. À l'instar de nombreux jurisconsultes de l'époque, Loyseau avait une connaissance profonde du droit romain, qu'il mélangeait judicieusement au droit coutumier pour en résoudre les difficultés et défaillances.
Les traités qu'il publie à partir du début du XVIIe siècle sont encore étudiés pour comprendre les institutions de l'époque, notamment ceux des Offices, des Seigneuries et de l'abus des justices de village.
Ses œuvres complètes, d'abord publiées en 1660  au format in-folio, ont été éditées à trois reprises, par les soins et avec des remarques de Claude Joly, alors chanoine de Notre-Dame de Paris. La quatrième édition parue en 1701 à Lyon est considérée comme la meilleure et la plus complète.

### Traité des ordres et simples dignités
Dans son Traité des ordres et simples dignités (1610), il décrit la séparation des trois ordres qu'il nomme aussi « états », tout en insistant sur l'obéissance due au roi. Il faut qu'il y ait de l'ordre en toutes choses, et cela passe par la hiérarchie: certains commandent, les autres obéissent.
Conformément aux conceptions héritées de la féodalité, les souverains commandent à tous ceux de leur état — et le Peuple qui obéit est divisé en ordres :
1. le clergé affecté au service de Dieu ;
2. la noblesse  vouée à la protection de l'État, au besoin  par les armes ;
3. le tiers état dont le devoir est de nourrir l’État.

Chacun des trois ordres est encore subdivisé en degrés :
- ceux du Clergé sont les ordres sacrés de prêtre, évêque et cardinal et les divers ordres de moines ;
- ceux de la Noblesse sont la simple noblesse, la haute noblesse et les princes ;
- dans le tiers état (qui représente la plupart de la population), il y a des gens de lettres, de finances, de marchandises, de métier, de labour et de bras. Loyseau  distingue Bourgeois et Viles personnes.

## Publications
- Charles Loyseau, Traité de la garantie des rentes, Paris, Pierre Mettayer, 1595 (BNF 30840629)
- Discours de l'abus des justices de village et Suitte (sic) du Discours de l'abus des justices de village (Paris, Abel L'Angelier, 1603/1604).
- Traité des seigneuries  (le même, 1608).
- Charles Loyseau, Traité des ordres et simples dignitez, Paris, Abel L'Angelier, 1610 (OCLC 156040742, BNF 30840632, lire en ligne).
- Charles Loyseau, Les œuvres de maistre Charles Loyseau, avocat en parlement : contenant les cinq livres du droit des offices, les traitez des seigneuries, des ordres & simples dignitez, du déguerpissement & délaissement par hypotheque, de la garantie des rentes, & des abus des justices de village, Lyon, Compagnie des libraires, 1701 (OCLC 1011910184, BNF 30840623, lire en ligne).

- (en) Charles Loyseau (trad. Howell A. Lloyd), A treatise of orders and plain dignities, Cambridge, Cambridge University Press, 1994, 255 p. (ISBN 978-0-521-45624-1, lire en ligne).